# FreeBASIC
FreeBASIC és un compilador gratuït, de codi obert (llicència GPL), de 32 bits per al llenguatge BASIC. És dissenyat per ser compatible en sintaxi amb el QuickBASIC, aportant noves capacitats. Pot compilar-se per MS-DOS, Microsoft Windows, Linux, CygWin i XBOX i s'està portant cap a altres plataformes.
FreeBASIC està suportat per les eines de programació binutils de GNU i pot produir executables de consola i d'interfície d'usuari gràfic, a més de llibreries dinàmiques i estàtiques.
Les capacitats que distingien al QuickBasic, com la llibreria gràfica i l'accés als ports de maquinari es troben també al FreeBASIC. Algunes capacitats noves són els punters, l'ensamblador en línia, suport a Unicode i aviat disposarà d'orientació a objectes.
Pot utilitzar les llibreries de GNU-C, hi ha ja capçaleres per Wx-c, Gtk, GSL, SDL, Allegro, Lua, OpenGL, MySQL, i se'n afegeixen més a cada edició.
Encara que el FreeBASIC està en fase beta, ja s'està utilitzant en aplicacions serioses. El compilador té més de 75.000 línies i està escrit en FreeBASIC. Els usuaris estan escrivint la documentació mitjançant un wiki